# Església Nova de Santa Gertrudis
L'Església Nova de Santa Gertrudis (en letó: Jaunā Svētās Ģertrūdes evaņģēliski luteriskā baznīca) és una església luterana a la ciutat de Riga, capital de Letònia, està situada al carrer Brīvības, 119. És una església parroquial de l'Església Evangèlica Luterana de Letònia.

## Història
A començaments del segle XX l'església Vella de Santa Gertrudis va registrar més de 30.000 membres de l'església, el compliment del culte religiós es va portar a terme per tres congregacions distintes. Una congregació alemanya i una congregació letona van alternar els seus serveis religiosos entre diumenge al matí i a la tarda, i una altra segona congregació letona els diumenges de nit. Entre 1903 a 1906 es va realitzar la construcció d'un nou edifici, coneguda com l'església Nova de Santa Gertrudis, aquesta es va convertir en el centre de les congregacions dels letons, deixant l'església Vella de Santa Gertrudis per als creients de parla alemanya de Riga.